# Trichantha
Trichantha é um género botânico pertencente à família Gesneriaceae.

## Espécies
Este gênero é composto por 59 espécies:
Trichantha acuminata Trichantha aliena Trichantha ambigua
Trichantha angustifolia Trichantha anisophylla Trichantha anisophyllum
Trichantha brenneri Trichantha bullata Trichantha calotricha
Trichantha cerropirrana Trichantha ciliata Trichantha citrina
Trichantha clara Trichantha cristata Trichantha dictyophylla
Trichantha dielsii Trichantha dissimilis Trichantha dodsonii
Trichantha domingensis Trichantha elegans Trichantha erythrophylla
Trichantha ferruginea Trichantha filifera Trichantha filipes
Trichantha fimbricalyx Trichantha formosa Trichantha gracilis
Trichantha herthae Trichantha heterophylla Trichantha illepida
Trichantha incarnata Trichantha laevis Trichantha lehmannii
Trichantha major Trichantha minor Trichantha minutiflora
Trichantha mira Trichantha moorei Trichantha oblongifolia
Trichantha ochroleuca Trichantha parviflora Trichantha pendula
Trichantha peruviana Trichantha poortmanii Trichantha poortmannii
Trichantha pubescens Trichantha pulchra Trichantha purpureovittata
Trichantha rosea Trichantha rubricalyx Trichantha sanguinolenta
Trichantha segregata Trichantha serrata Trichantha tenella
Trichantha tenensis Trichantha teuscheri Trichantha tropicalis
Trichantha ulei Trichantha venusta